# Sergio Chellini
Sergio Chellini (Siena, 1º giugno 1924 – ...) è stato un calciatore italiano, di ruolo portiere.

## Carriera
Cresciuto nelle giovanili del Siena, debuttò in prima squadra nel 1940, in Serie B. Tra le file dei senesi disputò tre tornei cadetti e l'anomalo torneo 1945-1946, quindi si trasferì al Napoli. Con la maglia azzurra disputò due campionati in Serie A e due in B, collezionando 121 presenze. Dopo una parentesi allo Spezia, nel 1951 passò al Livorno, dove chiuse la carriera.

## Palmarès

### Club

#### Competizioni nazionali
- Serie B: 1

Napoli: 1949-1950